# Saneamiento por evicción
El saneamiento por evicción es la obligación legal que tiene el vendedor de un bien de indemnizar al comprador cuando se produce la evicción de la cosa vendida.
En el ámbito del contrato de compraventa, el vendedor tiene como obligación principal la entrega de la cosa, pero junto a esta, se contempla el deber de indemnización cuando se dicta una sentencia judicial firme que decreta que la cosa vendida corresponde a un tercero en virtud de un derecho anterior a la compra (evicción), entonces el vendedor deberá indemnizar al comprador por la privación de la posesión legal y pacífica que sufre a consecuencia de la mencionada sentencia.

## Regulación legal

### España
El Código Civil regula el saneamiento por evicción en los artículos 1461 y 1475 a 1483.
El comprador tendrá derecho a exigir del vendedor, en caso de evicción:
1. La restitución del precio que tuviere la cosa vendida al tiempo de la evicción, ya sea mayor o menor que el de la venta.
2. Los frutos o rendimientos, si se le hubiere condenado a entregarlos al que le haya vencido en juicio.
3. Las costas del pleito que haya motivado la evicción y, en su caso, las del seguido con el vendedor para el saneamiento.
4. Los gastos del contrato, si los hubiese pagado el comprador.
5. Los daños e intereses y los gastos voluntarios o de puro recreo u ornato, si se vendió de mala fe.